# My Gal Sal
My Gal Sal (Brasil: Minha Namorada Favorita / Portugal: Namorada) é um filme norte-americano de 1942, do gênero comédia musical, dirigido por Irving Cummings e estrelado por Rita Hayworth e Victor Mature.

## Notas sobre a produção

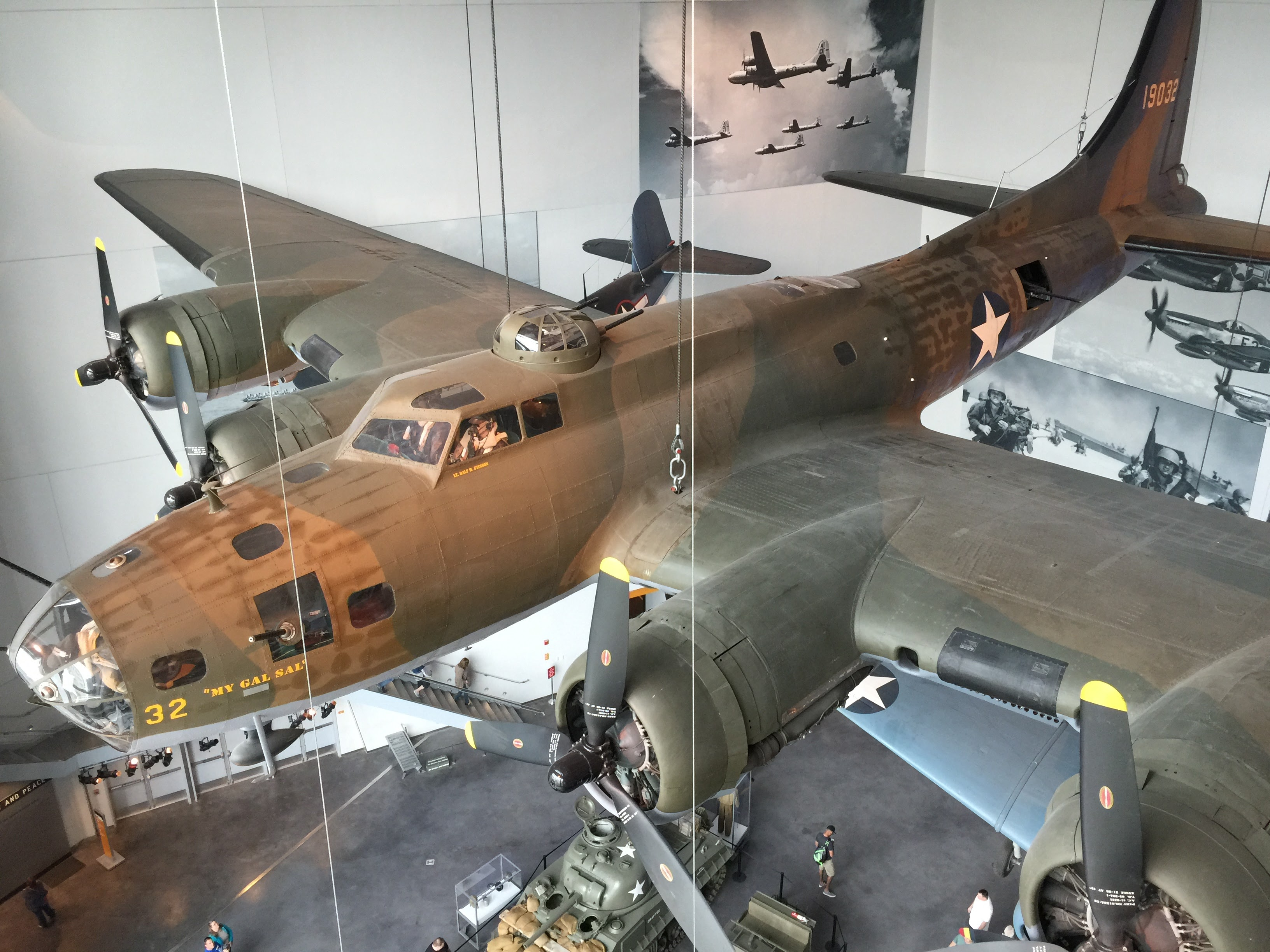
Este bombardeiro da Segunda Guerra Mundial tem o nome de My Gal Sal em homenagem à canção de Paul Dresser, muito popular na época. Forçada a pousar nas geleiras da Groenlândia em 1942, a aeronave foi resgatada e restaurada mais de três décadas depois.